# Hans Puchhammer
Hans Puchhammer (* 13. Mai 1931 in Wels) ist ein österreichischer Architekt.

## Leben
Puchhammer studierte von 1949 bis 1956 an der Technischen Hochschule Wien Architektur und war von 1957 bis 1964 Assistent am Institut für Hochbau für Bauingenieure und von 1978 bis 1994 Ordinarius für Hochbau und Entwerfen an der Architekturfakultät der TU Wien.
Als Architekt war Puchhammer von 1950 bis 1954 Mitarbeiter im Architekturbüro von Roland Rainer. Er führte Gespräche mit Lois Welzenbacher an der Akademie der bildenden Künste und besuchte die Sommerakademie in Salzburg bei Konrad Wachsmann. Er ist seit 1956 freischaffender Architekt in Wien und hatte von 1961 bis 1980 eine Büropartnerschaft mit Gunther Wawrik.
Von 1998 bis 2003 war Puchhammer Vorsitzender des Denkmalbeirates im Bundesdenkmalamt.

## Auszeichnungen
- 1978: Preis der Stadt Wien für Architektur
- 1981: Kulturpreis des Landes Oberösterreich für Architektur
- 2011: Heinrich-Gleißner-Preis
- 2012: Großer Kulturpreis des Landes Oberösterreich für Architektur

## Realisierungen mit Gunther Wawrik
- 1965–1966: Terrassenhäuser ›Goldtruhe‹ in Brunn am Gebirge, Österreichischer Bauherrenpreis 1969
- 1967–1976: Generalsanierung Landesmuseum Burgenland in Eisenstadt

## Realisierungen

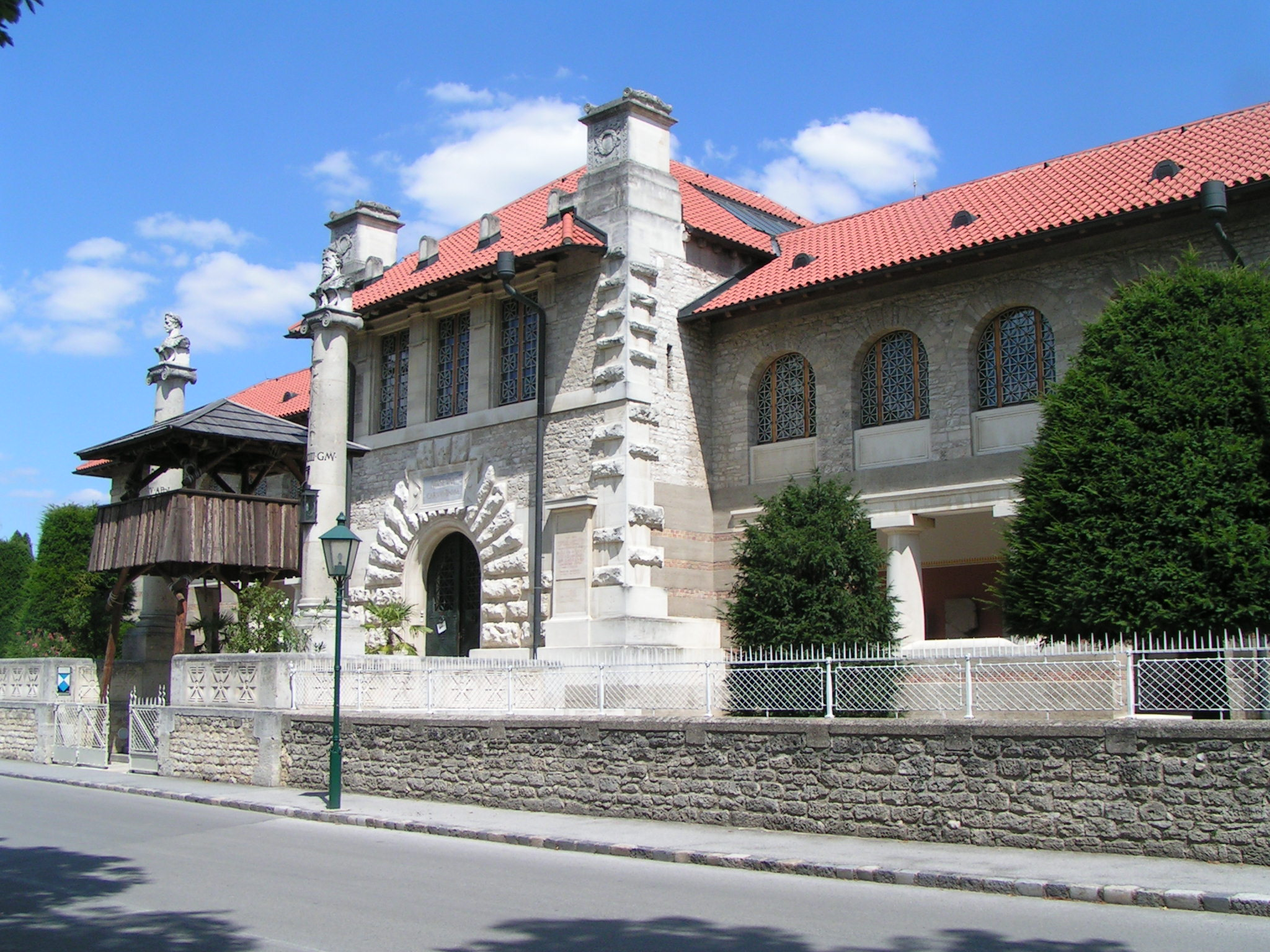
Generalsanierung des Museums Carnuntinum in Bad Deutsch-Altenburg (1988–1992)

- 1983: Adaptierungen im Palais Ofenheim der Zürich Kosmos Versicherung am Schwarzenbergplatz in Wien
- 1984–1986: Revitalisierung eines Wohnhauses in der Schutzzone Wasagasse in Wien, Nr. 28
- 1985–1988: Katholisch Theologische Hochschule Linz
- 1981–1996: Ausbauten im Hauptgebäude der Technischen Universität Wien
- Mietwohnhäuser in der Webgasse in Wien
- Mietwohnhäuser in der Perfektastraße in Wien
- 1988–1992: Generalsanierung und Rekonstruktion des Museum Carnuntinum in Bad Deutsch-Altenburg
- 1997–2001: Generalsanierung des Wiener Konzerthauses
- 1998–2001: Erweiterung und Renovierung der Pfarrkirche Seewalchen am Attersee

## Publikationen
- Hans Puchhammer. Bauen kann Architektur sein. Österreichische Gesellschaft für Architektur (Hrsg.) mit Texten von Friedrich Achleitner, Otto Kapfinger, Pustet Verlag, Salzburg 2004, ISBN 3-7025-0487-7.
- mit Friedrich Achleitner, Romana Ring: Roland Ertl. Architektur 1960–2004, Verlag Pustet, Salzburg 2004, ISBN 3-7025-0504-0.